# Mães de Bragança
Mães de Bragança foi um movimento de mulheres portuguesas da cidade de Bragança, norte de Portugal, em 2003, com a finalidade de expulsar cerca de 300 prostitutas brasileiras que repentinamente se instalaram na cidade — cuja população era, na época, inferior a 28 000 habitantes.
O movimento surgiu em reação à chegada das brasileiras a Bragança, que se prostituíam ou faziam companhia aos homens, nos bares locais. Sendo muitos desses homens casados e com filhos, as suas esposas organizaram-se num movimento com o fim de expulsar as recém-chegadas que, segundo as portuguesas, ameaçavam acima de tudo o sustento dos seus filhos. O caso ficou conhecido nos média à época, tendo sido matéria de capa da Time — com o título 'O novo bairro da prostituição europeu' — o que gerou, na população, o temor de que o nome da cidade ficasse para sempre associado à prostituição.
A mediação do caso levou a polícia a realizar dezenas de rusgas, resultando em 4 casas de alterne encerradas, 6 pessoas condenadas a penas de prisão e dezenas de brasileiras repatriadas por se encontrarem em situação ilegal em Portugal. 